# Науково-дослідна кафедра історії України при ВУАН
Науково-дослідна кафедра історії України при ВУАН — науково-дослідна установа. Створена і очолена М.Грушевським 1924. Мала секції методології і соціологічного обґрунтування історії, соціально-економічної історії України, історії культури. Від 1925 при секції культури створений Кабінет примітивної культури та народної творчості при ВУАН. Від 1928 діяли відділи історії України та примітивної культури і народної творчості, які М.Грушевський планував перетворити на Український історичний інститут та Інститут для досліду пережитків примітивної культури і народної творчості України. На кафедрі працювали: О.Гермайзе, К.Грушевська, О.Грушевський, В.Данилевич, П.Клименко, Ф.Колесса, І.Крип'якевич, М.Марковський, М.Петровський, Ф.Савченко, П.Федоренко, В.Щербина та ін. В аспірантурі навчались: О.Баранович, В.Ігнатієнко, І.Кравченко, Л.Окіншевич, О.Степанишина, М.Ткаченко, С.Шамрай, В.Юркевич та ін. Кафедра стала основою формування київської школи М.Грушевського. На кафедрі проводилися дослідження соціально-економічної та політичної історії України 17 — початку 20 ст., вивчались етнологічні, культурологічні та літературознавчі проблеми.
Друковані органи — «Студії з історії України» (3 т., 1926—30) і «Первісне громадянство та його пережитки на Україні» (разом із Культурно-історичною комісією ВУАН та Комісією історичної пісенності ВУАН, 8 книжок, 12 випусків, 1926—29).
Ліквідована у вересні 1930.

## Історія
З 1922 по 1923 при ВУАН діяла науково-дослідна установа, що відома як Київська науково-дослідна кафедра історії України академіка М.П. Василенка.

Фактично діяла при Київському вищому інституті народної освіти. Голова – академік М.Василенко. Створена в липні 1922. Мала секції давнього періоду та української історії нової доби. На кафедрі працювали П.Смирнов, В.Пархоменко, П.Клименко, В.Романовський, аспірант Л.Венгеров. Співробітники почали опрацьовувати архів Т.Чацького (зберігався в Архіві давніх актів) та створювати фундаментальну історію Києва. Зокрема: археологічний період історії Києва вивчав П.Смирнов; літописний – В.Пархоменко; литовсько-польський – В.Романовський і П.Клименко, україно-російський – М.Василенко, революційний – П.Смирнов і П.Клименко.
Ліквідована в березні 1923.